# Ewa Jarocka
Ewa Jarocka (ur. 1980 we Wrocławiu) – polska poetka i pisarka.

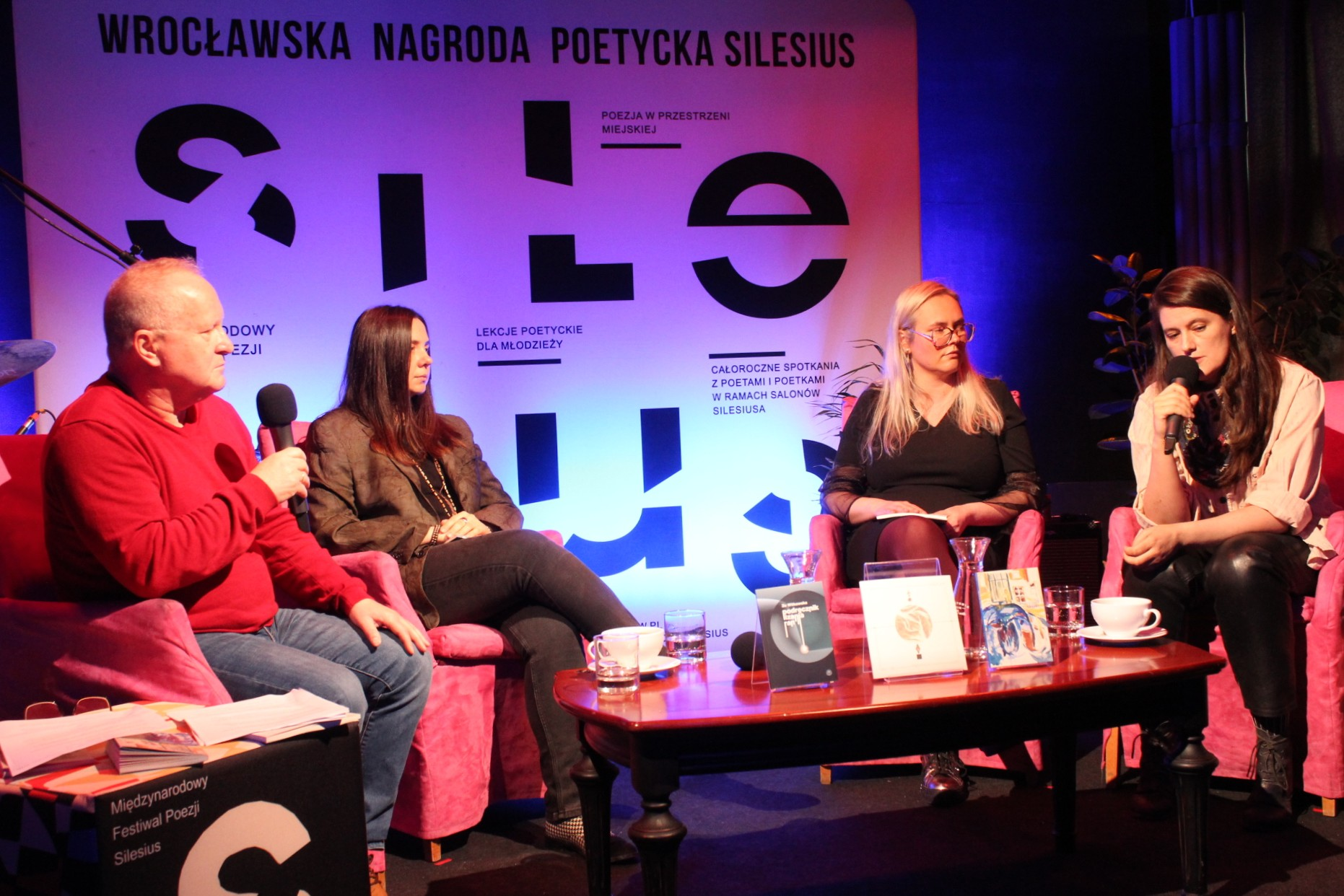
Karol Maliszewski, Zu Witkowska, Ewa Jarocka, Bianka Rolando

Absolwentka podyplomowego Studium Literacko-Artystycznego w Krakowie. Autorka trzech książek poetyckich i trzech prozatorskich. Nominowana m.in. do Nagrody Literackiej Gdynia w kategorii poezja i w kategorii proza.

## Publikacje
poezja:
- nie ma dobrych ludzi (Fundacja na rzecz Kultury i Edukacji im. Tymoteusza Karpowicza, Wrocław 2016)
- Dno cekina (Fundacja na rzecz Kultury i Edukacji im. Tymoteusza Karpowicza, Wrocław 2017)
- Cienie piszczących psów (Wydawnictwo Kwadratura, Łódź 2020)

proza:
- Nie zostawia się dziecka w niebie (2019)
- Dresik (2020)
- Skończyło się na całowaniu (Wydawnictwo papierwdole, 2021)

## Nominacje i nagrody
- 2015: nominacja do nagrody głównej 11. Międzynarodowego Festiwalu Opowiadania[1]
- 2017: III nagroda w Ogólnopolskim Konkursie Literackim „Złoty Środek Poezji” za najlepszy książkowy debiut poetycki roku 2016 za nie ma dobrych ludzi
- 2017: nominacja do wrocławskiej nagrody kulturalnej Gazety Wyborczej wARTo w kategorii literatura za nie ma dobrych ludzi[2]
- 2018: nominacja do wrocławskiej nagrody kulturalnej Gazety Wyborczej wARTo w kategorii literatura za Dno cekina[3]
- 2021: nominacja do Nagrody Literackiej Gdynia w kategorii poezja za Cienie piszczących psów[4]
- 2022: nominacja do Nagrody Literackiej Gdynia w kategorii proza za Skończyło się na całowaniu[5]